# Herbert Dijkstra
Herbert Dijkstra (* 13. Juli 1966 in Smilde) ist ein niederländischer Sportjournalist und ehemaliger Eisschnellläufer.

## Werdegang
Dijkstra kam bei niederländischen Meisterschaften zweimal auf den zweiten sowie einmal auf den dritten Platz und nahm von 1980 bis 1988 internationalen Wettbewerben teil. Bei den Juniorenweltmeisterschaften 1985 in Røros lief er auf den 27. Platz im Kleinen Vierkampf. In der Saison 1987/88 absolvierte er in Davos seinen einzigen Lauf im Eisschnelllauf-Weltcup, wobei er den siebten Platz über 5000 m errang und belegte in Calgary bei seiner einzigen Teilnahme an Olympischen Winterspielen den 13. Platz über 5000 m sowie den 11. Rang über 10.000 m. Nach seiner Sportlerkarriere war er von 1993 bis 2005 bei RTV Drenthe als Sportjournalist tätig und arbeitet seit 1994 für den NOS als Kommentator für Radsport, Triathlon und Eisschnelllaufübertragungen.

## Persönliche Bestleistungen
| Disziplin | Zeit         | Datum             | Ort        |
| --------- | ------------ | ----------------- | ---------- |
| 500 m     | 40,80 s      | 9. Februar 1985   | Eindhoven  |
| 1000 m    | 1:21,90 min  | 28. Dezember 1984 | Inzell     |
| 1500 m    | 2:03,50 min  | 27. Dezember 1984 | Inzell     |
| 3000 m    | 4:15,00 min  | 24. Februar 1990  | Assen      |
| 5000 m    | 6:54,63 min  | 13. Februar 1988  | Calgary    |
| 10.000 m  | 14:19,23 min | 2. Januar 1988    | Heerenveen |